# Stachanovské hnutí

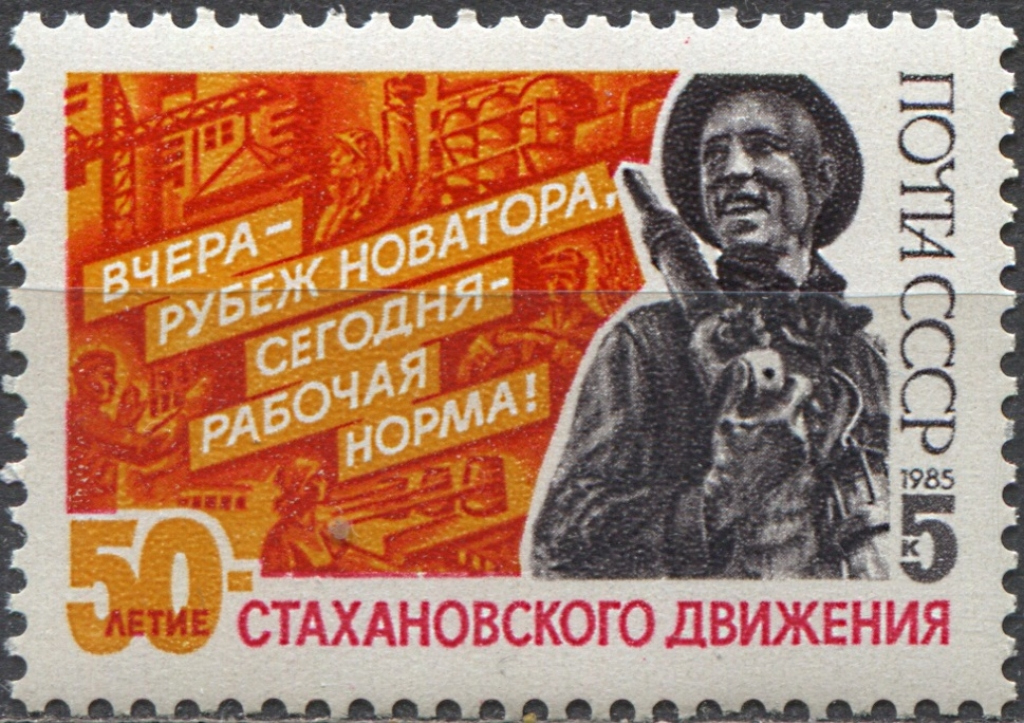
Sovětská poštovní známka z roku 1985 k 50. výročí založení hnutí.

Stachanovské hnutí (také Údernické hnutí) bylo oficiální propagandou podporované hnutí dělníků působící v SSSR od 30. let 20. století, které vzniklo v roce 1935. Členové hnutí usilovali o dosažení mimořádných pracovních výkonů.
V honbě za mimořádnými výkony často nedodržovali bezpečnostní opatření a používali speciálně upravené pracovní pomůcky (např. zvětšené lopaty), aby tím kompenzovali nedostupnost moderní techniky. Tato opatření nezřídka vedla k invaliditě nebo byla příčinou úrazů.
Hnutí je pojmenované podle sovětského horníka Alexeje Grigorjeviče Stachanova (1906–1977), který v roce 1935 vytvořil několik absolutních rekordů v překonávání plánů. Na směně konané 31. srpna 1935 měl překročit stanovenou normu dokonce čtrnáctkrát. Kolem A. G. Stachanova byl záměrně vytvářen kult osobnosti. Jako stachanovec se dříve neformálně označoval mimořádný pracovník, úderník.
Hlavní údernicí byla prezentována technoložka v továrně na boty Lidija Gavrilovna Korabelnikovová (* 20. září 1926), které se, počínaje rokem 1950, podařilo zlepšit využití materiálu při výrobě bot. Její napodobování v Československu pak vedlo např. k výrobě příliš krátkých košil, ušetřilo se na úkor kvality.